# James F. McNulty
James Francis McNulty, Jr. (* 18. Oktober 1925 in Boston, Massachusetts; † 30. Juni 2009 in Tucson, Arizona) war ein US-amerikanischer Politiker.

## Leben
James McNulty diente von 1944 bis 1945 in der United States Army. Danach studierte er durch die G. I. Bill of Rights ab 1946 an der University of Arizona in Tucson, wo er 1951 seinen Bachelor of Laws erhielt. Noch im selben Jahr wurde er in die Anwaltschaft des Bundesstaates Arizona aufgenommen und praktizierte nun in Bisbee.
In Arizona begann McNulty sich politisch in der dortigen Demokratischen Partei zu engagieren. So war er 1960 Delegierter auf der Democratic National Convention und wurde später auch in den Senat von Arizona gewählt, dem er von 1969 bis 1975 angehörte.
Bei den Kongresswahlen 1982 wurde McNulty als Demokrat in den 98. Kongress gewählt und vertrat dort vom 3. Januar 1983 bis zum 3. Januar 1985 den Bundesstaat Arizona im Repräsentantenhaus. In den 99. Kongress wurde er nicht wiedergewählt. McNulty wurde nun wieder als Anwalt tätig und ging erst im Jahr 2000 in den Ruhestand.

## Familie
James McNulty war verheiratet und hatte drei Kinder, einen Sohn und zwei Töchter.